# Alexander (cràter)
Alexander és un element similar a un cràter lunar, situat en la superfície abrupta al nord del Mare Serenitatis. S'ubica al sud-sud-oest del prominent cràter Èudox, i al nord-est de Calippus. Va rebre el nom d'Alexandre el Gran. El nom va ser adoptat oficialment per la Unió Astronòmica Internacional (IAU) el 1935. L'Alexander ha estat tan fortament gastat i distorsionat amb el pas de temps que actualment s'assembla a poc més que una regió tancada per zones abruptes. Segments del brocal jeuen al llarg del nord-oest, a l'oest i al sud del cràter, mentre que el costat oriental s'obre a la superfície circumdant. El contorn de les parets supervivents és gairebé de forma rectangular, amb les muntanyes més prominents en el nord-oest.
La plataforma del cràter és més llisa i té una albedo més fosca en la meitat occidental, i gradualment es va fent més clara i més plena d'impactes cap a l'est. No es localitza cap cràter d'importància dins del perímetre d'aquesta formació, a pesar que hi ha minúscules petjades concentrades en la secció oriental, més aspra.

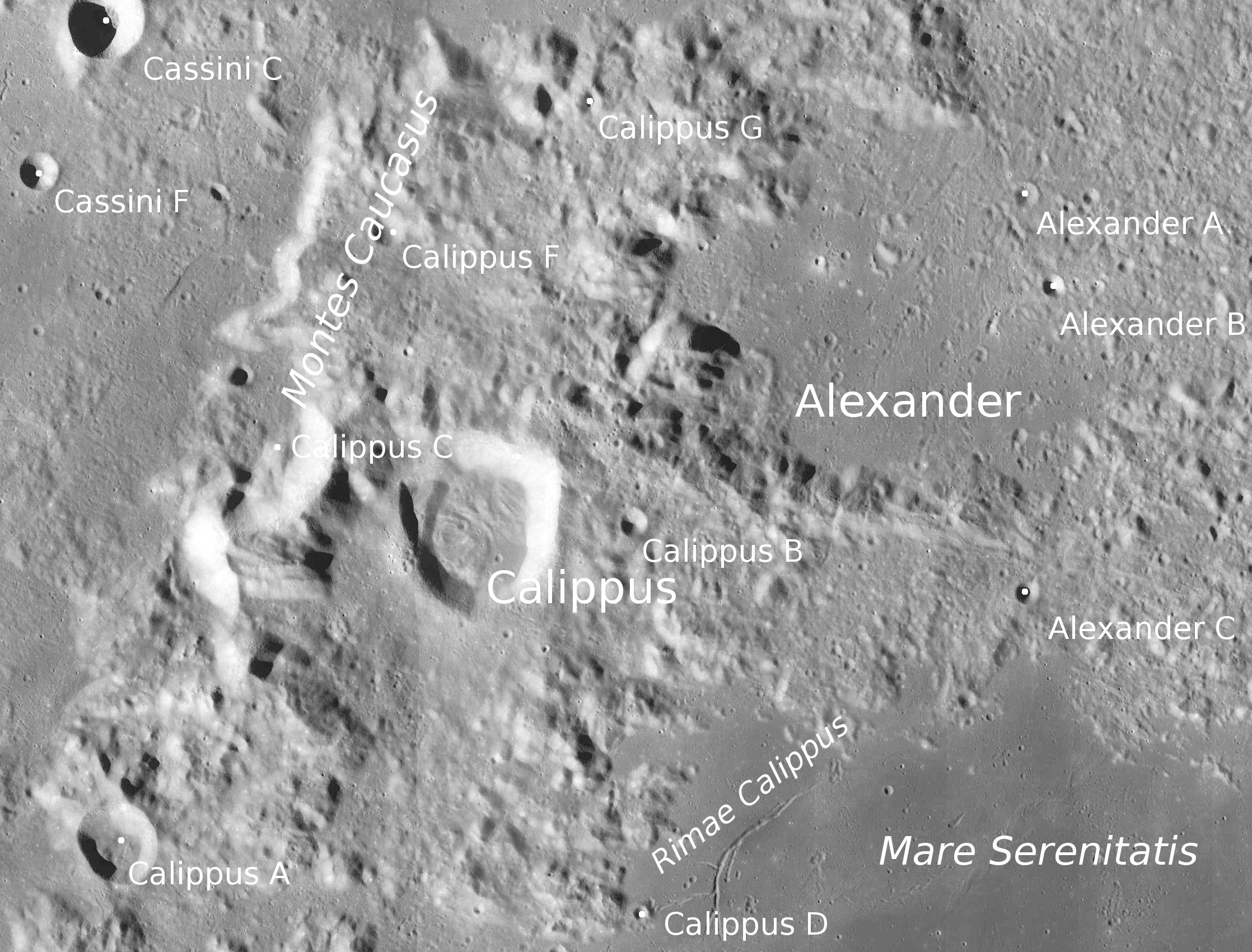
Alexander en una imatge de la Piga Reconnaissance Orbiter

## Cràters satèl·lit
Per convenció aquests elements estan identificats en els mapes lunars mitjançant una lletra al punt central, desplaçada cap al centre d'Alexander.
| Alexander | Latitud | Longitud | Diàmetre |
| --------- | ------- | -------- | -------- |
| A         | 40.7°   | 14.9°    | 4 km     |
| B         | 40.3°   | 15.2°    | 4 km     |
| C         | 38.5°   | 14.9°    | 5 km     |
| K         | 40.5°   | 19.3°    | 4 km     |